# Rhinopithecus avunculus
El langur de nariz chata de Tonkin o mono de Dollman (Rhinopithecus avunculus) es una especie de primate catarrino perteneciente a la familia Cercopithecidae. Es endémico del noroeste de Vietnam .
Los avistamientos del mono de nariz chata de Tonkin se han convertido en cada vez más raros. El primate se creía extinto hasta la década de 1990 cuando una pequeña población fue descubierta en Na Hang Distrito en Tuyen Quang , Vietnam. La caza furtiva , así como el mercado negro de vida silvestre y la destrucción del hábitat son las razones principales por las que se considera al mono de nariz chata de Tonkin como uno de "Los 25 primates más amenazados del mundo." [cita requerida]
Para el año 2008, cuando una población pequeña con tres crías fue descubierta en un bosque remoto , se cree que existen al menos 250 ejemplares.[cita requerida]
En 2012 se ofrecen las primeras imágenes de este mono en Birmania.